# Hongrie aux Jeux olympiques d'été de 1936
La Hongrie participe aux Jeux olympiques d'été de 1936, à Berlin, représentée par une nombreuse délégation de 216 athlètes composée de 197 hommes et 19 femmes. Les Magyars  se classent à la 3e place au rang des nations, avec un bilan de 16 médailles dont 10 en or. Se situant dans le droit fil des jeux de 1928 et 1932, les escrimeurs hongrois font encore merveille grâce à leur sabreurs qui deviennent pour la troisième fois consécutivement champions olympiques, aussi bien en individuel que par équipes. Les lutteurs également réalisent une excellente prestation, glanant 4 médailles. Tandis que l’équipe hongroise de  Water-polo remporte pour la seconde fois de son histoire, après 1932, l’or olympique.

## Médailles
| Médaille                            | Nom | Sport       | Compétition                                  |
| ----------------------------------- | --- | ----------- | -------------------------------------------- |
| Médaille d'or, Jeux olympiques      | Ibolya Csák | Athlétisme  | Saut en hauteur féminin                      |
| Médaille d'or, Jeux olympiques      | Imre Harangi | Boxe        | Poids légers (-61,2 kg)                      |
| Médaille d'or, Jeux olympiques      | Endre Kabos | Escrime     | Sabre individuel                             |
| Médaille d'or, Jeux olympiques      | Pál Kovács, Tibor Berczelly Imre Rajczy, Aladar Gerevich Endre Kabos, László Rajcsányi                                                                       | Escrime     | Sabre par équipes                            |
| Médaille d'or, Jeux olympiques      | Ilona Elek | Escrime     | Fleuret individuel féminin                   |
| Médaille d'or, Jeux olympiques      | Ferenc Csik | Natation    | 100 m nage libre masculin                    |
| Médaille d'or, Jeux olympiques      | Mihály Bozsi, Jenő Brandi György Bródy, Olivér Halassy Kálmán Hazai, Márton Homonnai György Kutasi, István Molnár János Németh, Miklós Sárkány Sándor Tarics | Water-polo  |                                              |
| Médaille d'or, Jeux olympiques      | Márton Lõrincz | Lutte       | Lutte gréco-romaine Poids coq, -56 kg        |
| Médaille d'or, Jeux olympiques      | Ödön Zombori | Lutte       | Lutte libre Poids coq, -56 kg                |
| Médaille d'or, Jeux olympiques      | Károly Kárpáti | Lutte       | Lutte libre Poids légers, 61 - 66 kg         |
| Médaille d'argent, Jeux olympiques  | Ralph Berzsenyi | Tir         | 50 m carabine position couchée               |
| Médaille de bronze, Jeux olympiques | József von Platthy | Équitation  | Saut d'obstacles individuel                  |
| Médaille de bronze, Jeux olympiques | Aladar Gerevich | Escrime     | Sabre individuel                             |
| Médaille de bronze, Jeux olympiques | Árpád Lengyel, Oszkár Abay-Nemes Ödön Gróf, Ferenc Csik | Natation    | 4 × 200 m nage libre                         |
| Médaille de bronze, Jeux olympiques | József Palotás | Lutte       | Lutte Gréco-romaine Poids moyens, 72 - 79 kg |
| Médaille de bronze, Jeux olympiques | Margit Csillik, Judit Tóth Margit Nagy, Gabriella Mészáros Eszter Voit, Olga Törös Ilona Madary, Margit Kalocsai                                             | Gymnastique | Concours général individuel féminin          |

## Sources
- (fr) Hongrie sur le site du Comité international olympique
- (en) Bilan complet de la Hongrie sur le site olympedia.org